# Santiago Ruiz Sobredo
Santiago Ruiz Sobredo (n. Teapa, Tabasco, México, 25 de julio de 1885 - ) fue un político mexicano que nació en la villa de Santiago de Teapa, en el estado de Tabasco. Participó en la Revolución mexicana en Tabasco y destacó en la vida política de su estado natal, del que incluso llegó a ser Gobernador interino en tres ocasiones durante los períodos de gobierno de Tomás Garrido Canabal.

## Primeros años
Tuvo dos hermanos: Alejandro, que fuera asesinado en Comalcalco, Tabasco el 22 de junio de 1936, y Tarcilo, quien se alistó en el ejército mexicano y llegó a tener el grado de Teniente Coronel. Realizó sus primeros estudios en su ciudad natal, posteriormente se trasladó a radicar a la villa de Pueblo Nuevo de las Raíces trabajando como representante de la compañía estadounidense "Souther Banana Company", surtiendo a las embarcaciones de dicha compañía de víveres, combustible, accesorios, refacciones e informes sobre el corte y embarque de plátano. Allí se casó y procreó nueve hijos: Carlos, Delio, Lilia, Deifilia, Juana, Elvia, Andrea, Daissy y Josefina.
En el año de 1913 se unió a la Revolución Constitucionalista, y al año siguiente, se incorporó a las fuerzas del general Carlos Greene Ramírez, de quien fue un gran admirador. En 1914 durante la encarnizada campaña electoral entre "Azules" (encabezados por el General Carlos Greene) y "Rojos" (encabezados por el General Luis Felipe Domínguez) fue candidato a Diputado por el 12.º distrito de Tabasco, correspondiente a los municipios de Balancán y Montecristo (hoy Emiliano Zapata), por el Partido Radical Tabasqueño que llevó al triunfo al general Carlos Greene.
En esa legislatura, Ruiz Sobredo fue Diputado Constituyente de la Constitución Política de Tabasco promulgada el 5 de abril de 1919, considerada como la "Constitución de la Revolución Mexicana", y que está en vigor en el estado.

## Gobernador de Tabasco

### Primer período
La primera ocasión en que Santiago Ruiz Sobredo fue Gobernador de Tabasco, fue en 1922 al hacerlo en forma interina del 20 de mayo al 6 de junio de ese año, cuando a la renuncia del gobernador Pedro Casanova Casao, quien fue llamado a la Ciudad de México por Tomás Garrido Canabal, el Congreso del Estado lo nombró gobernador interino de Tabasco. Después de 17 días de estar al frente del gobierno, Ruiz Sobredo entregó la gubernatura al Diputado Miguel Torruco Jiménez.

### Segundo período
La segunda ocasión en que ocupó la gubernatura de Tabasco, fue también en forma interina, al hacerlo por un período de cinco meses,  del 5 de julio al 5 de diciembre de 1924. En esta ocasión fue por cubrir una licencia solicitada al Congreso del Estado por el entonces gobernador Tomás Garrido Canabal quien viajó a la Ciudad de México con el pretexto de felicitar a Plutarco Elías Calles por su triunfo electoral, aunque en realidad se ausentó del estado cuando el ejército comenzó el ataque final para exterminar a los últimos rebeldes delahuertistas tabasqueños.
Durante este período de su gobierno, es cuando el ejército exterminó a los últimos guerrilleros delahuertistas de México. El 5 de agosto, comenzó el ejército el ataque final a los últimos rebeldes delahuertistas en Tabasco, atacando en Comalcalco la finca "San Pedro" de donde huyeron los generales Carlos Greene y Alejandro Greene. El 1 de octubre son derrotados en la finca "Montaña" el licenciado Rodulfo Brito Foucher y el teniente coronel Epifanio Bravata, quien al ya no tener balas, se suicidó con la última que le quedaba. El 9 de noviembre es derrotado en la Barra de Santa Ana el general Fernando Segovia, y fusilado el día 11 del mismo mes en el puerto de Frontera.
Finalmente, el 30 de noviembre, el ejército sitió y derrotó al general Carlos Greene y a su hermano el coronel Alejandro Greene, quedando heridos de muerte. Ambos fallecieron en las primeras horas del 2 de diciembre de ese año, con lo que quedó exterminado definitivamente el delahuertismo en Tabasco, y pacificado el estado.
Santiago Ruiz Sobredo entregó el gobierno el 5 de diciembre de ese año al capitán Ausencio C. Cruz, por órdenes del gobernador constitucional Tomás Garrido Canabal.

### Tercer período
El tercer período como gobernador de Santiago Ruiz Sobredo fue como Gobernador de Tabasco cuando el sesión solemne extraordinaria celebrada el 3 de abril de 1926, el Congreso del Estado aceptó la renuncia irrevocable al cargo de gobernador de Tomás Garrido Canabal, siendo nombrado Ruiz Sobredo como Gobernador Constitucional Sustituto de Tabasco, cargo que desempeñaría durante seis meses y 24 días, hasta el 28 de octubre de ese mismo año, cuando solicitó licencia al Congreso para separarse del Ejecutivo del estado, sustituyéndolo el diputado Augusto Hernández Olivé.

## Fallecimiento
Retirado de la política de Tabasco, Santiago Ruiz Sobredo, radicó en la Ciudad de México, donde adquirió el Hotel Roma ubicado en la av. 16 de septiembre. Volvió a Tabasco en junio de 1936 debido al asesinato de su hermano Alejandro Ruiz Sobredo, ocurrido en Comalcalco la noche del día 22 de ese mes.
Falleció a las 4:30 de la tarde del 6 de enero de 1958 en su domicilio de la calle 5 de Mayo número 12 de la ciudad de Villahermosa, Tabasco, víctima de Angina de pecho a los 73 años de edad.